# Marin Tufan
Marin Tufan (* 16. Oktober 1942 in Istria, Kreis Constanța) ist ein ehemaliger rumänischer Fußballspieler.

## Karriere

### Verein
Von 1963 bis 1973 bestritt Tufan 230 Spiele für Farul Constanța in der höchsten rumänischen Liga, der Divizia A. Mit seinen insgesamt 62 Treffern ist er bis heute Rekordtorschütze des Vereins.
Im Jahr 1973 wechselte Tufan zum gerade gegründeten Fotbal Club Delta Tulcea in die drittklassige Divizia C. Dort beendete er 1977 seine aktive Laufbahn.

### Nationalmannschaft
Tufan absolvierte im Jahr 1969 zwei Spiele für die rumänische Fußballnationalmannschaft. Sein Debüt gab er am 14. Mai 1969 beim Qualifikationsspiel zur Weltmeisterschaft 1970 gegen die Schweiz. Sein zweites Spiel bestritt er am 3. September 1969 gegen Jugoslawien. Er blieb in beiden Partien torlos.
Nach der erfolgreichen Qualifikation für die Fußball-Weltmeisterschaft 1970 in Mexiko wurde Tufan in das rumänische Aufgebot berufen. Nationaltrainer Angelo Niculescu setzte ihn jedoch in keinem der drei Vorrundenspiele ein.